# 小行星18734
小行星18734（18734 Darboux）是一颗绕太阳运转的小行星，为主小行星带小行星。该小行星于1998年6月发现。

## 轨道参数
小行星18734的轨道半长轴为2.6474329 UA，离心率为0.115。